# Daniela Mercury
Daniela Mercury (Salvador da Bahia, 28 juli 1965) is een Braziliaanse zangeres.
Zij begon op haar zestiende met optreden in bars en met het zingen op carnavalspraalwagens in Salvador da Bahia. Van 1986 tot 1988 was zij zangeres bij de band Eva. In 1988 werd zij achtergrondzangeres in de band van Gilberto Gil en van 1989 tot 1990 zangeres van de popband Companhia Clic. Na het uiteenvallen van deze band begon ze een solocarrière. In 1991 bracht ze haar eerste album uit en sindsdien verkocht ze meer dan 10 miljoen albums wereldwijd en werd ze een van de beste verkopende zangeressen in Brazilië.
In juli 2005 trad ze op tijdens de dertigste editie van het North Sea Jazz Festival in Den Haag.
Mercury is naast haar muzikale carrière UNICEF-ambassadrice.